# Белявский, Франц Осипович
Франц Осипович (Иосифович) Белявский (пол. Franz Iossifowitsch Beljawski; ум. 22 декабря 1859  [3 января 1860], Москва, Российская империя) — российский врач и путешественник; автор ряда научных трудов по медицине.

## Биография
Происходил из польской семьи. Медицинское образование получил в Санкт-Петербурге в Императорской медико-хирургической академии, курс которой окончил в 1824 году, после чего был направлен на службу в город Тобольск.
С 1828 года Ф. Белявский был врачом Екатерининской богадельни в Москве. Впоследствии занимал место в Москве по ведомству женских учебных заведений, а позднее возглавил передовую электро-гальваническую поликлинику.
В начале 1840-х годов Франц Осипович Белявский совершил путешествие в Соловецкий монастырь и в Западную Сибирь. Он был автором ряда медицинских работ по гальваномагнитной терапии, но всероссийскую известность Белявский получил благодаря своей книге «Поездка к Ледовитому морю 1833 г.», изданной в Москве в типографии Лазаревского института восточных языков. Описание поездки содержит впечатления от природы и деревень сурового, холодного края, от быта и обычаев народов, таких как остяки и самоеды. Основное содержание издания дополнено сборником фраз на остяцком языке.
Франц Осипович Белявский умер 22 декабря 1859 года в городе Москве.